# Corina Brussaard
Corina Brussaard és una científica neerlandesa, líder en ecologia viral de l'Antàrtida, que treballa al Reial Institut Neerlandès de Recerca Marina (NIOZ) i és professora especialista en ecologia viral a l'Institut per a la Biodiversitat i Ecosistemes dinàmics de la Universitat d'Amsterdam (UvA).

## Joventut i estudis
Brussaard es va formar a la Universitat de Groningen (RUG), Països Baixos, estudiant biologia marina i ecologia microbiana. Va defensar la seva tesi doctoral sobre Lisi de cèl·lules fitoplanctòniques i implicacions ecològiques el 1997. Va obtenir una beca Marie Curie TMR proporcionada per la Unió Europea per a una investigació postdoctoral de 2 anys a la Universitat de Bergen, Noruega. El 2000 va començar com a Independent Research Fellow al Reial Institut Neerlandès de Recerca Marina (Koninklijk Nederlands Instituut voor Onderzoek der Zee, NIOZ) on va participar en el projecte ECIO FP5 BIOHAB (Control biològic de flors d'aigua nocives, paper de l'eutrofització) estudiant el creixement i la mortalitat de les espècies que formen les flors d'aigua nocives. Al mateix temps, va preparar un programa d'investigació en ecologia de virus. Es va convertir en investigadora sènior de la NIOZ el 2003, i va obtenir una càtedra especial en ecologia viral a l'Institut per a la Biodiversitat i Ecosistemes dinàmics (Instituut voor Biodiversiteit en Ecosysteem Dynamica, IBED) de la Universitat d'Amsterdam (UvA) el 2013.

## Carrera
Brussaard és una científica que investiga l'ecologia viral de l'Antàrtida, la importància quantitativa i qualitativa de la mortalitat mitjana viral dels microbis per a la dinàmica de poblacions, la composició de la comunitat, i la producció i eficiència de xarxa d'aliments pelàgics. La investigació de Brussaard se centra en estudiar la interacció entre virus i les algues hostes en relació amb el canvi climàtic, i més concretament en com aquesta interacció està afectada per factors ambientals, com ara la concentració i la temperatura de CO₂, la disponibilitat de llum i nutrients.
Brussaard estudia el paper ecològic que tenen els virus al mar, combinant treballs de camp i estudis de laboratori detallats. Investiga la importància de la taxa de mortalitat de les cèl·lules microbianes (fitoplàncton i bacteris) i les seves conseqüències per al cicle biogeoquímic pelàgic (carboni, nutrients (inclòs el ferro)), així com l'aïllament de nous virus infectants d'algues (per exemple, el virus que infecten els Phaeocystis pertanyents a la recentment anomenada família Mimiviridae de gran genoma). També va descobrir el primer virus dsRNA que infecta els protists i els virus Micromonas que contenen membrana lipídica. A més, ha desenvolupat mètodes per a la detecció ràpida i l'enumeració de virus i per mesurar les taxes de lisi cel·lular com a conseqüència d'infeccions víriques.
Brussaard és la presidenta de la International Society of Microbes (ISVM) i també va ser la presidenta del Comitè Científic sobre Recerca Oceànica dels Països Baixos (Scientific Committee on Oceanic Research, SCOR) entre 2006 i 2016, i la seva secretària entre 2014 i 2018. També va ser membre del Comitè Polar Neerlandès de 2010-2014, i és membre de la Societat Americana de Microbiologia (American Society for Microbiology, ASM) i del Consell per a les Ciències de la Terra i de la Vida de la Reial Acadèmia de les Arts i les Ciències dels Països Baixos (Koninklijke Nederlandse Akademie van Wetenschappen, KNAW).
La investigació de Brussaard ha rebut interès de la ràdio, diaris i revistes. A més, el 23 de gener de 2013, Brussel va ser convidada al programa de televisió neerlandès Pauw & Witteman per parlar del llavors nou laboratori neerlandès Dirck Gerritsz.
El març de 2016, Brussaard va ser seleccionada com a Fellow de la Societat Americana de Microbiologia.